# جغد خاکستری بزرگ

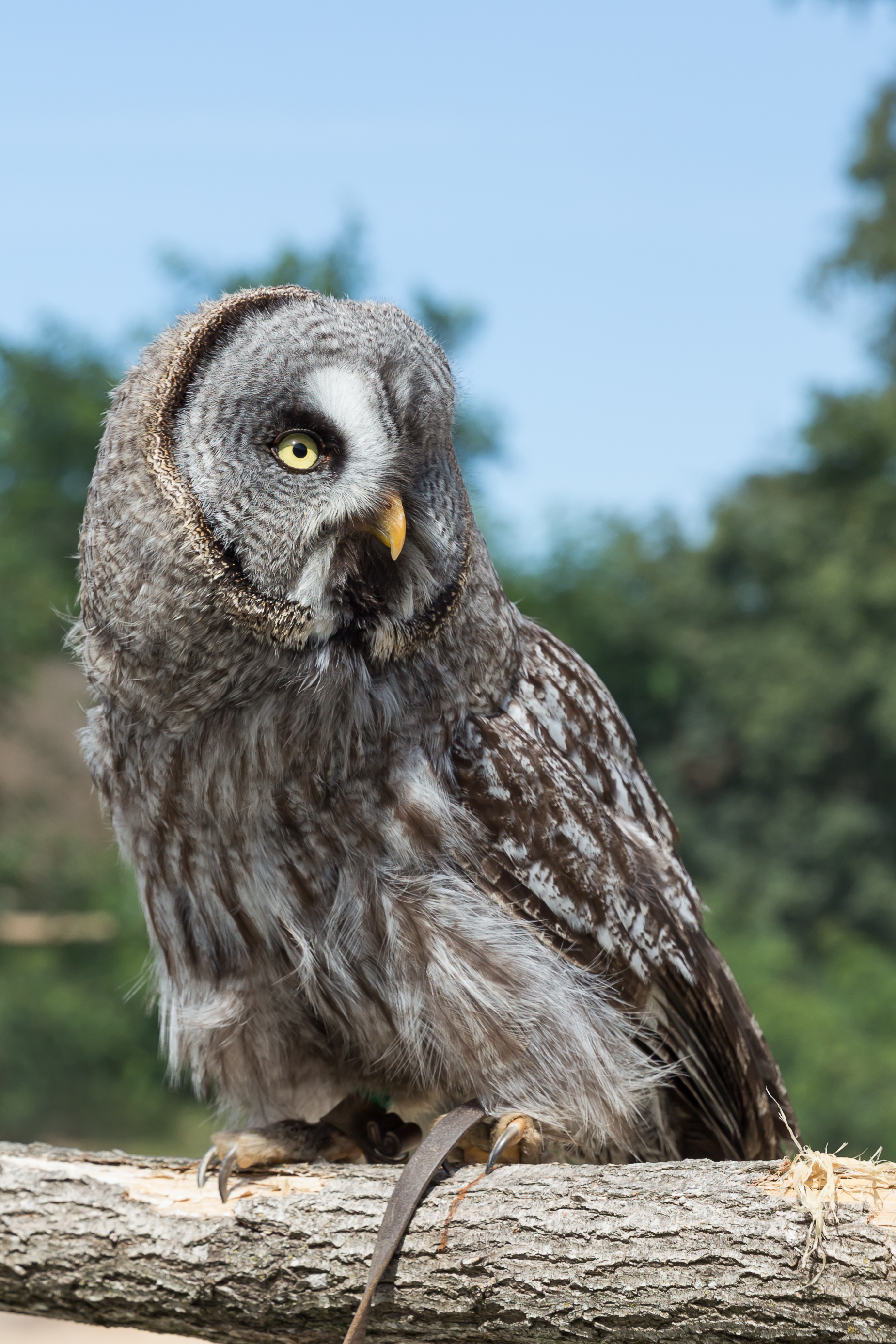

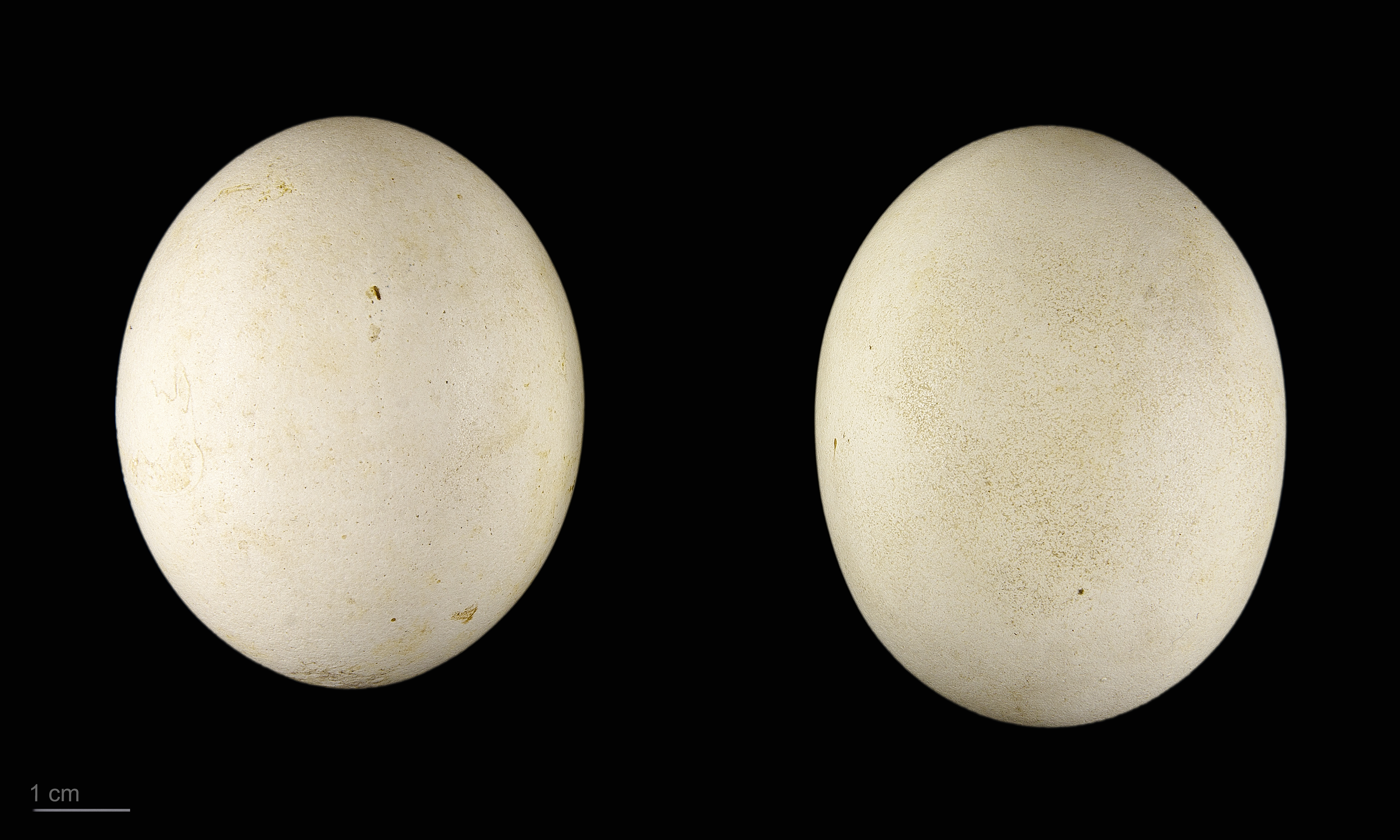
Strix nebulosa lapponica

جغد خاکستری بزرگ (نام علمی: Strix nebulosa) نام یک گونه از سرده جغد بی‌گوش است.